# 山川あいじ
山川 あいじ（やまかわ あいじ、4月13日 - ）は、日本の漫画家。女性。群馬県出身。デビュー作品は『キミを想う｡』。
主に『マーガレット』『別冊マーガレット』など集英社の雑誌で作品を発表。
『別冊マーガレット』2013年5月号から『Stand Up!』を連載開始。急病により2014年7月号から休載。同年同誌9月号にて『ザ マーガレット』に移籍する事が発表され同年12月号に連載を再開したが、2015年6月号より2018年2月号まで休載。2018年4月号より連載を再開、2018年6月号まで連載された。

## 作品リスト
特記する作品を除き、全てマーガレットコミックス（集英社）から刊行されている。
- アニマニアル[注 1]（2005年12月27日発売[2]、『別冊マーガレット』2005年1月号 - 7月号、9月号 - 10月号、ISBN 4-08-846019-7、全1巻）
- ちょうちょになる。（2008年7月25日発売[3]、ISBN 4-08-847534-8）
- ふたりぼっち（2009年6月25日発売[4]、ISBN 4-08-847644-1）
- ナマケモノと春（2010年7月23日発売[5]、『別冊マーガレット』2010年3月号 - 5月号、ISBN 4-08-847766-9、全1巻）
  - おうちへ帰ろう（『別冊マーガレット』2009年7月号 - 8月号）
- 恋々。（レンレン）（2006年3月24日発売[6]、ISBN 4-08-846044-8）
  - 恋々。（『デラックスマーガレット』2009年11月号）
  - ハッピィ バースデー トゥ XX（『デラックスマーガレット』2012年1月号）
  - 私が消える日（『デラックスマーガレット』2010年11月号）
  - 不思議な国（『デラックスマーガレット』2010年9月号）
  - 24時間営業中（『別マスペシャル』2010年お正月増刊号）
- チョコレート・アンダーグラウンド（2010年、原作:アレックス・シアラー、アニメーションのコミカライズ、全1巻）
- 友だちの話（2011年、原作:河原和音、全1巻）
- やじろべえ（2011年 - 2012年、全2巻）
- Stand Up![注 2]（『別冊マーガレット』2012年2月号[7]、2013年5月号[8] - 2014年6月号→『ザ マーガレット』2014年12月号[9] - 2018年6月号[注 3]、全4巻）
  1. 2013年8月23日発売[10]、ISBN 978-4-08-845087-2
  2. 2014年1月24日発売[11]、ISBN 978-4-08-845160-2
    - ちょっとだけ贅沢な時間を[12]（『bianca』2012年6月増刊号）

  3. 2015年2月25日発売[13]、『別冊マーガレット』2014年3月号 - 6月号、『ザ マーガレット』2014年12月号 - 2015年2月号、ISBN 978-4-08-845320-0
  4. 2018年7月25日発売[14]、『ザ マーガレット』2015年4月号、2018年4月号 - 6月号、ISBN 978-4-08-844079-8
    - 赤いシーグラス[15]（『別冊マーガレットsister』2012年8月増刊号）

### アンソロジー
- 大斬-オオギリ-[16]（2015年4月3日発売[17]、原作:西尾維新、漫画:暁月あきら、池田晃久、小畑健、河下水希、金田一蓮十郎、福島鉄平、中村光、中山敦支、山川あいじ、ジャンプコミックス、ISBN 978-4-08-880389-0）
  - 恋ある道具屋[18]（『別冊マーガレット』2015年1月号）

### イラスト
- （タイトルなし）[19]（『別冊マーガレット』2012年9月号別冊ふろく『bianca』1 1/2号）
- 2.43 清陰高校男子バレー部[20]（2013年7月26日発売[21]、集英社、壁井ユカコ、単行本（小説）、ISBN 978-4-08-771523-1）
- （タイトルなし）[22]（『月刊MdN』2014年3月号、エムディエヌコーポレーション）
- 2.43 清陰高校男子バレー部[23]（集英社文庫、既刊2巻）
  1. 2015年3月20日発売[24]、ISBN 978-4-08-745292-1
  2. 2015年4月17日発売[25]、ISBN 978-4-08-745306-5
- 2.43 清陰高校男子バレー部 second season[26]（2015年6月5日発売[27]、集英社、単行本（小説）、ISBN 978-4-08-771614-6）
- （タイトルなし）[28]（『別冊マーガレット』2017年2月号別冊ふろく『2017カラーイラストGPベストコレクション』）
- （タイトルなし）[29]（『別冊マーガレット』2017年4月号別冊ふろく『KISS COLLECTION』）
- （タイトルなし）[30]（『Cocohana』2022年1月号別冊ふろく『ココハナ創刊10周年 ANNIVERSARY BOOK』）

### 単行本未収録作品
- 少年Aとリトルガール（『別冊マーガレット』2012年9月号別冊ふろく『bianca』1 1/2号[19]、『bianca』2012年11月増刊号[31]）
- 2.43 清陰高校男子バレー部[注 4]（原作:壁井ユカコ、コンテ構成:雀村アオ、作画（構成）:山川あいじ、『Cocohana』2018年9月号[32] - 休載中[33]）